# Camp volcànic català
El camp volcànic català és un conjunt de roques eruptives situades al nord-est de Catalunya generades durant el neògen i el Quaternari. L'origen d'aquestes erupcions s'emmarca en la formació del rift europeu, després de l'orogènia alpina, que afecta gran part de l'Europa occidental, i que té com a manifestacions principals les regions volcàniques d'Eifel, Alvèrnia i Catalunya.
L'activitat magmàtica del camp volcànic català va començar a la zona volcànica de l'Empordà (> 12-8 Ma), va seguir a la zona volcànica de la Selva (7,9-1,7 Ma) i acabar a la zona volcànica de la Garrotxa (0,7-0,01 Ma). Els edificis volcànics de les zones de l'Empordà i de la Selva han desaparegut a causa de la seva antiguitat i l'acció erosiva. Només en queden fragments de colades de lava i xemeneies desmantellades. En canvi, la zona volcànica de la Garrotxa es troba en un millor estat de conservació.

## Composició de les roques
El camp volcànic català està format per roques volcàniques principalment del tipus basàltic i basanita, que es van generar en erupcions ràpides, ja que són força homogènies i presenten poca contaminació de roques de l'escorça. A més, a la zona volcànica de l'Empordà també s'hi troben roques del tipus traquita.
Els elements majors que formen les roques basàltiques són molt homogenis, amb un contingut menor en sílice i elevat en potassi i sodi. Només s'han trobat variacions en la proporció d'òxid de titani, que s'associa amb les temperatures variables del magma durant la formació de les roques. La majoria d'aquestes roques té petits fenocristalls d'olivina, de piroxè i de plagiòclasi, en una matriu microcristal·lina o parcialment vítria, sovint rica en òxids de ferro (principalment magnetita). També s'hi troben minerals com la leucita o analcima en petites quantitats.
Les basanites, a diferència de les roques basàltiques, tenen petits cristalls de feldespatoides no recognoscibles a ull nu, com la leucita. En general, també presenten un menor percentatge d'òxid de sílice. Pel que fa a les traquites, contenen un percentatge superior d'òxid de sílice (>60%) i estan construïdes per grans cristalls de plagiòclasi i alguns de piroxè i biotita. També tenen cristalls petits i allargats de sanidina, titani i d'òxids de ferro.
Pel que fa als elements de traça, varien de manera important d'unes roques a altres. Per exemple, en el níquel, cobalt, crom i estronci, o en les terres rares lleugeres, el latani, ceri i neodimi. Les diferències concorden en gran part amb les zones geogràfiques (de l'Empordà, la Selva i la Garrotxa), per la qual cosa es deuen a l'àrea font del magma. L'origen del magma de la zona de la Selva i la Garrotxa va ser en l'astenosfera, en canvi, a la zona de l'Empordà va emergir de la part inferior de la litosfera.
L'evolució del rift europeu explica els dos orígens del magma. En les primeres etapes extensives, es va aprimar la litosfera, descomponent-se i fusionant-se parcialment. Com a conseqüència, l'escorça es va mantenir gruixuda i alguns magmes van quedar en cambres magmàtiques, on es van diferenciar i produir les traquites de l'Empordà. En les següents etapes de desenvolupament del rift, la litosfera es va aprimar i va afavorir que ascendissin materials fosos de l'astenosfera menys evolucionats.